# Friedrich Arnold Brockhaus

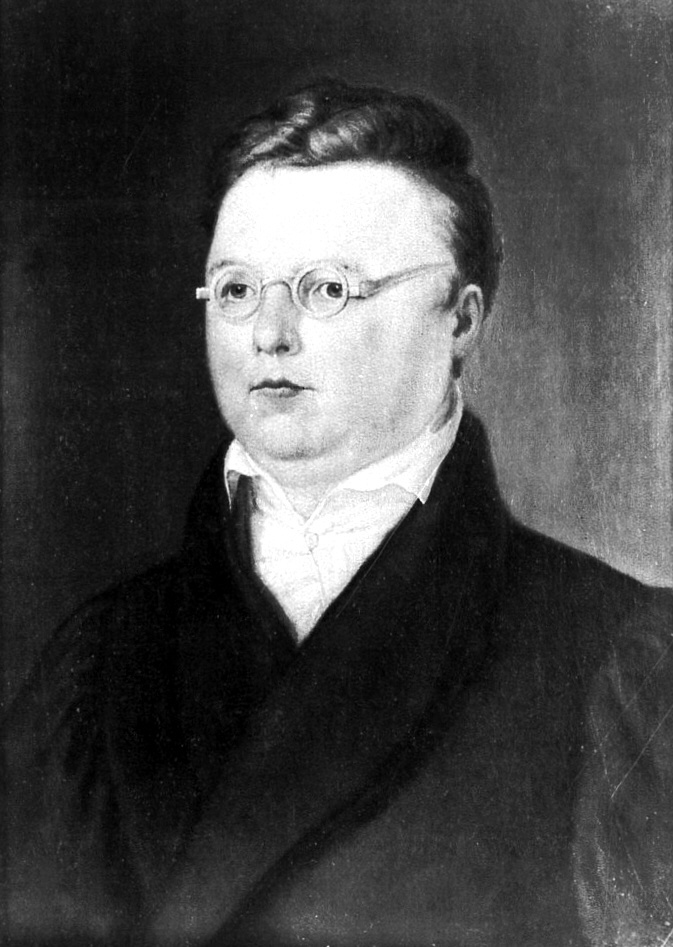
Friedrich Arnold Brockhaus. Gemälde eines unbekannten Malers nach einer Zeichnung von Carl Vogel von Vogelstein.

Friedrich Arnold Brockhaus (* 4. Mai 1772 in Dortmund; † 20. August 1823 in Leipzig) war ein Verleger, Gründer des Verlagshauses „F. A. Brockhaus“ sowie Herausgeber des noch zu seinen Lebzeiten in mehrfachen Auflagen und zahlreichen Neudrucken erschienenen Conversations-Lexicons, der späteren Brockhaus Enzyklopädie.
Neben seiner enzyklopädischen Tätigkeit trat Brockhaus vor allem als Verleger politisch-zeitkritischer, aber auch literaturkritischer Journale hervor und geriet dabei mehrmals in Konflikt mit der Zensur. In eigenen Beiträgen fungierte er sowohl als Berichterstatter – etwa von der Völkerschlacht bei Leipzig im Oktober 1813 – wie auch als kritischer Kommentator der politischen Zeitumstände.
Auf dem Gebiet der Monografien lag sein verlegerischer Schwerpunkt auf Werken zur Zeitgeschichte, Politik und Geschichte sowie auf biografischen Porträts. Darüber hinaus verlegte er 1818 das Hauptwerk des zu jener Zeit noch nahezu unbekannten Philosophen Arthur Schopenhauer und ab 1821 die damals heftig umstrittenen Memoiren (Histoire de ma vie) des venezianischen Abenteurers Giacomo Casanova (1725–1798).
Nach seinem Tod wurde der Verlag von seinen beiden Söhnen Friedrich und Heinrich weitergeführt.

## Leben und Werk

### Dortmund

#### Herkunft, Jugend und Ausbildung
Friedrich Arnold Brockhaus wurde 1772 als der Sohn des Kaufmanns und Ratsherrn Johann Adolf Heinrich Brockhaus (* 21. Mai 1739 in Meyerich, heute zu Welver; † 26. März 1811) in Dortmund geboren. Sein Vater stammte aus einer westfälischen Pastorenfamilie und war darin der erste, der sich nicht dem theologischen, sondern dem kaufmännischen Beruf widmete. Er hatte nach einer Lehre in Hamm einen Detailhandel für „Ellen- und Spezereiwaren“ in Dortmund gegründet, wo er 1767 Katharina Elisabeth Davidis (* 22. März 1736; † 15. August 1789), die Witwe des Arztes Kirchhoff, heiratete. Ebenso wie sein älterer Bruder Gottlieb (* 4. September 1768; † 30. Mai 1828), der später das elterliche Geschäft übernahm, sollte Friedrich Arnold den kaufmännischen Beruf ergreifen. Deshalb beendete er den Besuch des Dortmunder Gymnasiums auf Wunsch seines Vaters im Alter von sechzehn Jahren vorzeitig und begann eine kaufmännische Lehre bei Friedrich Christian Hoffmann in Düsseldorf. Diese Tätigkeit füllte ihn jedoch nicht aus, denn seit frühester Jugend war Brockhaus sehr lesebegeistert – in einer bei Heinrich Eduard Brockhaus abgedruckten biografischen Schrift spricht er selbst von einer „wahren Bücherwuth“
– und hatte schon für Aushilfstätigkeiten im väterlichen Unternehmen nur wenig Interesse aufgebracht. Nach einem Streit mit seinem Prinzipal brach Brockhaus, der zeit seines Lebens für sein aufbrausendes Temperament bekannt war, die Lehre in Düsseldorf ab und kehrte 1793 nach Dortmund zurück.

„Ich war ein aufgeweckter Knabe mit einem brennenden Durst nach Kenntnissen aller Art und einer wahren Bücherwuth. Ich musste für den Vater in den Bücherauktionen Folianten und Quartanten erstehen, die er in seinem Laden als Maculatur gebrauchte. Hier kam nun auch Voltaire’s ‚Leben von Karl XII.‘ unter den Hammer. Niemand bot etwas. Ich hatte das größte Gelüste nach dem Buch und wagte es, zwei Groschen zu bieten, und siehe da, ich erhielt es und war der glückliche Besitzer! Aber der Vater, ein strenger Mann, vermerkte es übel, wie ihm überhaupt mein vieles Lesen in den Tod zuwider war.“

#### Studienaufenthalt in Leipzig und Beginn der unternehmerischen Tätigkeit

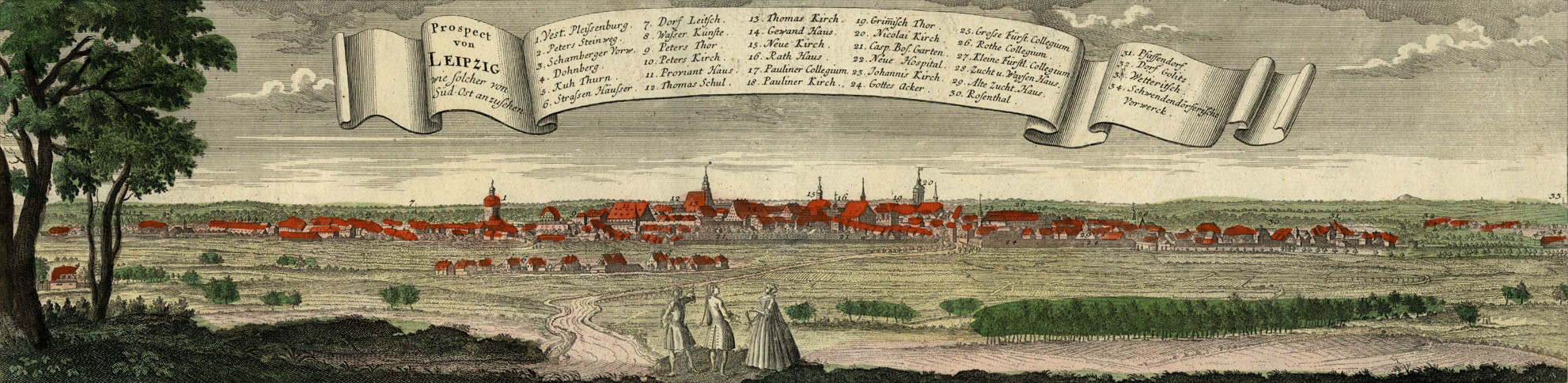
Leipzig, Stadtansicht von Südosten

Nach seiner Rückkehr in die Heimat setzte er sich schließlich gegenüber seinem Vater durch und begann einen anderthalbjährigen Studienaufenthalt in Leipzig. Ohne Universitätsreife nahm er als Gasthörer an Vorlesungen teil und hörte unter anderem bei Ernst Platner Philosophie, bei Carl Friedrich Hindenburg Physik und Mathematik und bei Christian Gotthold Eschenbach (1753–1831) Chemie. Daneben lernte er auch das rege buchhändlerische und literarische Leben der Messestadt Leipzig kennen. Ende 1794 kehrte er nach Dortmund zurück und gründete am 15. September 1796 zusammen mit zwei Geschäftspartnern ein eigenes, auf den Handel mit englischen Manufakturwaren – insbesondere groben Wollstoffen – spezialisiertes Unternehmen mit dem Namen „Brockhaus, Mallinckrodt und Hiltrop“. Knapp drei Jahre später stand das Geschäft auf so sicherer finanzieller Grundlage, dass er Sophie Wilhelmine Arnoldine Beurhaus, die Tochter des hochangesehenen Dortmunder Senators und Professors Johann Friedrich Beurhaus, heiraten konnte. Im selben Jahr trennten sich Brockhaus und Mallinckrodt von Hiltrop, zahlten ihm seinen Anteil aus und benannten sich in „Brockhaus und Mallinckrodt“ um. Da die beiden Geschäftspartner ihre Einfuhren der zu jener Zeit besonders gefragten Uniformstoffe über die Batavische Republik abwickelten, gründeten sie ein zweites Handelshaus im niederländischen Arnheim, dessen Leitung Mallinckrodt übernahm.

#### Streit mit Hiltrop und Weggang aus Dortmund
Nach einem Zerwürfnis mit seinem ehemaligen Dortmunder Geschäftspartner Hiltrop ging Brockhaus im Spätherbst 1801 in die Niederlande. Die Ursache für diese Auseinandersetzung lag in dem Zusammenbruch des Londoner Bankhauses Bethmann im Oktober 1799, mit dem sowohl Brockhaus & Mallinckrodt, als auch Hiltrop Wechselgeschäfte betrieben hatten. Der Streit um gegenseitige Verbindlichkeiten gipfelte schließlich in der Beschlagnahmung des Dortmunder Warenlagers von Brockhaus & Mallinckrodt auf Veranlassung von Hiltrop, der erst durch die Vermittlung von Hiltrops Frau, einer Schwester von Brockhaus’ Frau, zum Einlenken bewegt werden konnte. Als der Streit im Sommer 1801 wieder aufflammte und Brockhaus auf Hiltrops Veranlassung hin kurzzeitig sogar verhaftet wurde, verließ er Dortmund fluchtartig und zog nach Arnheim.

### Amsterdam

#### Neuanfang in Amsterdam; Krise von 1804
In Arnheim blieb Brockhaus allerdings nicht lange. Die große Handelsmetropole Amsterdam war neben Hamburg das Einfallstor für englische Waren nach Europa und bot Brockhaus damit weitaus größere unternehmerische Gestaltungsmöglichkeiten. So trennte er sich von Mallinckrodt und zog im Winter 1801/1802 an die Amstelmündung. Der dortige Neuanfang gestaltete sich zunächst schwierig, da seine Kreditwürdigkeit durch den Prozess gegen Hiltrop stark gelitten hatte. Aber mit Unterstützung seines Bruders Gottlieb und durch das Kapital mehrerer französischer Emigranten gelang es Brockhaus, erneut in den Engros-Handel mit englischen Manufakturwaren einzusteigen.

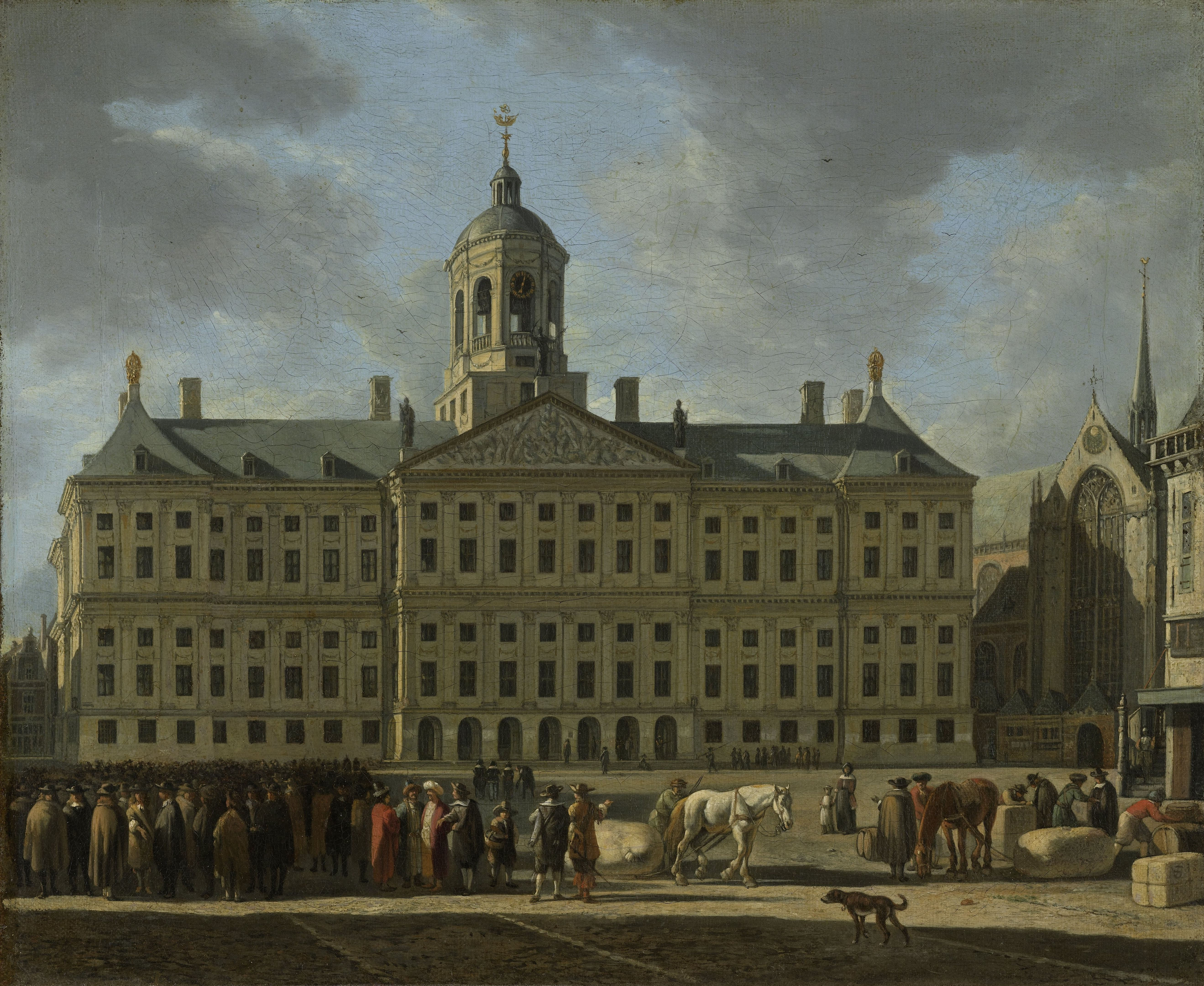
Das Amsterdamer Rathaus. Ölgemälde von Gerrit Adriaenszoon Berckheyde, 1672

Doch offensichtlich hatte er sich dabei verspekuliert, denn am 30. September 1804 schrieb er in einem Bittbrief an den Bruder:

„Ich habe unglücklicherweise noch immer nicht die goldene Kunst erlernt, die Segel einzuziehen, wenn der Wind am vortheilhaftesten hineinweht. Durch das günstige Geschäft in diesem Jahre verführt, habe ich mich unglücklicherweise wieder zu tief hineingesteckt, und es ist mir deshalb etwas über dem Kopf zusammengeschlagen. […] Die Lehre, die ich jetzt erhalten, war scharf: meine Existenz stand auf einer Nadelspitze – die habe ich erhalten –, aber mein Credit hat tief gelitten und das ersetzt sich schwerer, ob ich gleich hier auf dem Platze keines besondern Credits bedarf. Ich habe es nämlich mir selbst, meinem theuren Weibe, meinen geliebten Kindern heilig gelobt: von jetzt an nur noch ein kleines Geschäft, das nur halb so groß ist als mein jetziges, haben zu wollen.“

In dieser Situation entschloss er sich zur Aufgabe seiner ausgedehnten Geschäfte mit englischen Waren und zur Gründung einer Buchhandlung.

#### Gründung der Buchhandlung „Rohloff & Co.“
Im Sommer 1805 nahmen seine Pläne langsam Gestalt an und am 15. Oktober 1805 verschickte Brockhaus sein erstes Geschäftsrundschreiben, in dem er die Gründung seiner Amsterdamer Buchhandlung anzeigte. Dieses Datum gilt heute als Gründungstag des Verlagshauses „F. A. Brockhaus“ (bis 2009: Bibliographisches Institut & F. A. Brockhaus). Da Brockhaus als einem Ausländer die Mitgliedschaft in der Amsterdamer Buchhändlergilde verwehrt war, führte er das Geschäft auf den Namen des niederländischen Buchdruckers J. G. Rohloff als „Rohloff und Compagnie“, wofür Rohloff eine kleine Entschädigung erhielt. Die Firma galt so als niederländisches Unternehmen. Bereits zwei Jahre später ließ Brockhaus den Namen Rohloff ganz verschwinden und nannte sein Unternehmen in „Kunst- und Industrie-Comtoir“ um, laut eigener Aussage, „nicht den Schatten von Besorglichkeit in der Seele des guten Mannes aufkommen zu lassen, die er doch haben musste, da sein Name gebraucht wurde“. Welche genaue Position Brockhaus in der Frühphase des Unternehmens einnahm, lässt sich heute nicht mehr eindeutig feststellen. Auf der einen Seite schrieb er in einem Brief an den Bruder vom 26. August 1805 „Wir haben einen Hauptdirector und ich bin Nebendirector“, auf der anderen Seite behauptet er in einem späteren Schreiben an Gottlieb vom 25. August 1807, er sei der „alleinige Eigenthümer“ der Firma Rohloff & Co. gewesen. Sicher ist, dass seine Tätigkeit als Buchhändler und Verleger mit den Jahren mehr Raum einnahm als sein sonstiges kaufmännisches Geschäft. Die Erschwernisse, die dem europäischen Handel seit 1806 durch die napoleonische Kontinentalsperre auferlegt wurden, werden hierbei einen nicht unerheblichen Anteil gehabt haben.

#### Erste verlegerische Tätigkeit

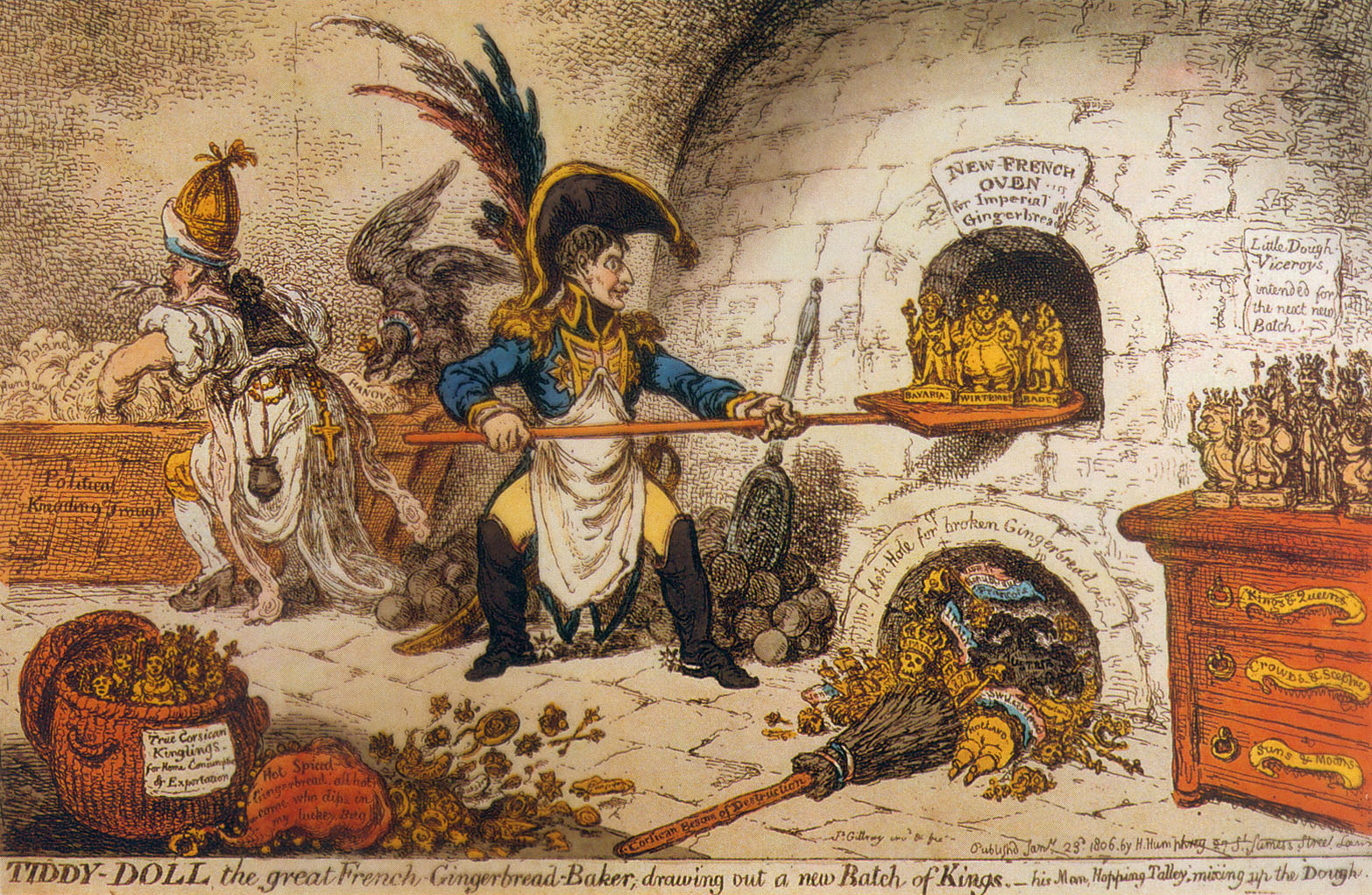
Im Jahr 1806 wurde die Batavische Republik in das Königreich Holland umgewandelt. Unter der Regentschaft von Napoleons Bruder Louis standen die Niederlande fortan unter einer stärkeren Kontrolle der Französischen Republik, was sich auch in einer Verschärfung der Zensur widerspiegelte. Zeitgenössische Künstler wie der Engländer James Gillray verarbeiteten dieses Ereignis auf ironische Weise. Die wohl bekannteste Karikatur aus dem Jahr 1806 mit dem Titel Tiddy Doll, der große französische Pfefferkuchenbäcker, zieht einen Schub frischgebackener Könige aus dem Ofen zeigt Napoleon, wie er gemeinsam mit seinem Außenminister Talleyrand an der Herstellung weiterer Marionettenkönige arbeitet.

Neben seiner Arbeit als Sortimentsbuchhändler widmete Brockhaus sich von Anfang an auch dem Verlagsgeschäft. Kurz nacheinander gründete er die in niederländischer Sprache erscheinende politisch-literarische Zeitung De Ster (dt. „Der Stern“), die deutsche zeitgeschichtliche Monatsschrift Individualitäten aus und über Paris, für die er mit dem aus der französischen Hauptstadt berichtenden Carl Friedrich Cramer seinen ersten Autor von Rang gewinnen konnte, sowie die französische belletristische Vierteljahrsschrift Le Conservateur. Allen drei Projekten war kein großer Erfolg beschieden. De Ster fiel im August 1806 nach der Errichtung des Königreichs Holland der Zensur zum Opfer, die Individualitäten mussten nach Cramers Tod im Jahr 1807 eingestellt werden und der Conservateur erschien nur anderthalb Jahre von Anfang 1807 bis 1808.
Die weitere Verlagstätigkeit umfasste die Herausgabe literarischer Werke wie etwa Cramers Übersetzungen der Schottin Joanna Baillie, des Engländers John Pinkerton und des Franzosen Louis-Sébastien Mercier oder die Gedichte des Dänen Jens Immanuel Baggesen, naturwissenschaftliche Werke wie die Historia rei herbariae und die Institutiones medicae von dem deutschen Arzt und Botaniker Kurt Sprengel oder die Entozoorum sive vermium intestinalium historia naturalis von Karl Asmund Rudolphi. Daneben verlegte er 1807 noch den von Heinrich August Raabe verfassten Itinéraire de l'Allemagne und dehnte das Verlagsprogramm damit auch auf den Bereich der Reiseliteratur aus. Mit dem Historisch-militärischen Handbuch für die Kriegsgeschichte der Jahre 1792 bis 1808 des Freiherrn Albrecht David Gabriel von Groß begründete er 1808 die Verlagstradition der Militaria.

#### Herausgabe desConversations-Lexikons
Den wohl folgenreichsten Schritt in seiner verlegerischen Karriere tat er im Herbst 1808 beim Besuch der Leipziger Buchhändlermesse: Er erwarb für die – nach damaligen Verhältnissen bescheidene – Summe von 1.800 Reichstalern die Rechte an dem 1796 von Renatus Gotthelf Löbel unter dem Titel Conversationslexikon mit vorzüglicher Rücksicht auf die gegenwärtigen Zeiten begonnenen und zunächst von Friedrich August Leupold in Leipzig unvollendete Werk.
Der Begründer des Werks, über dessen Lebensumstände heute wenig bekannt ist, bezeichnete sich selbst in seiner Vorrede zum Conversations-Lexicon als Nachfolger Johann Hübners, unter dessen Namen das 1704 erstmals erschienene Reale Staats- und Zeitungs-Lexicon bekannt geworden war. Löbels Ziel bestand in der Schaffung eines „dem gegenwärtigen Umfange der Conversation angemessenen Wörterbuches“, das dem „allgemeinen Streben nach Geistesbildung, wenigstens nach dem Scheine derselben“ gerecht werden sollte, wie er in seiner Vorrede zum ersten Band ausführte. Zwischen 1796 und 1800 erschienen die ersten vier Bände, doch nach Löbels frühem Tod im Jahr 1799 sah zunächst alles so aus, als würde es unvollendet bleiben. Dann erschienen 1806 aber ein fünfter Band bei Johann Karl Werther in Leipzig und 1808 Teile des sechsten Bandes bei Johann Friedrich Herzog in Leipzig. Am 25. Oktober 1808 schließlich kaufte Brockhaus das zunächst noch unfertige Lexikon dem Leipziger Buchdrucker und Zeitungsverleger Friedrich Richter ab, der das Werk vermutlich in Herzogs Auftrag gedruckt hatte und es bei dessen Insolvenz in Zahlung genommen hatte. Er vollendete das Werk. Im Jahr 1809 veröffentlichte Brockhaus das fertige Werk unter dem Titel Conversations-Lexikon oder kurzgefaßtes Handwörterbuch für die in der gesellschaftlichen Unterhaltung aus den Wissenschaften und Künsten vorkommenden Gegenstände mit beständiger Rücksicht auf die Ereignisse der älteren und neueren Zeit. Dieses Lexikon wurde ständig erweitert und verbessert. Es ist die Grundlage der späteren Brockhaus Enzyklopädie.

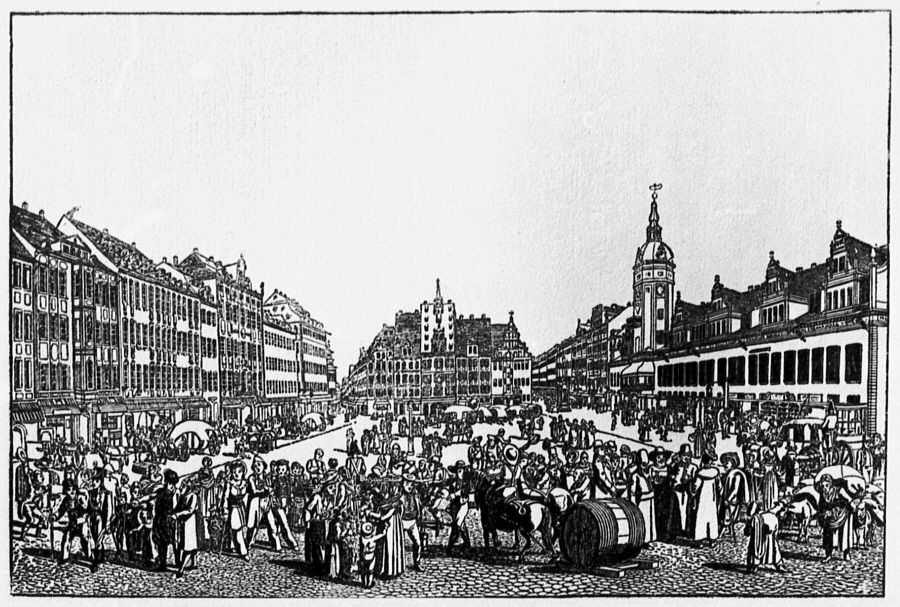
Der Leipziger Marktplatz zur Messezeit, Kupferstich um 1800

Brockhaus war also keinesfalls der Erfinder des „Konversationslexikons“, seine Leistung bestand vielmehr darin, die Chancen des unvollendeten Löbelschen Lexikons erkannt zu haben und durch seine Arbeit daran den Grundstein dazu gelegt zu haben, dass es sich später zum „Standardwerk des deutschen Bildungsbürgertums“ entwickelte.

### Altenburg

#### Rückkehr nach Deutschland

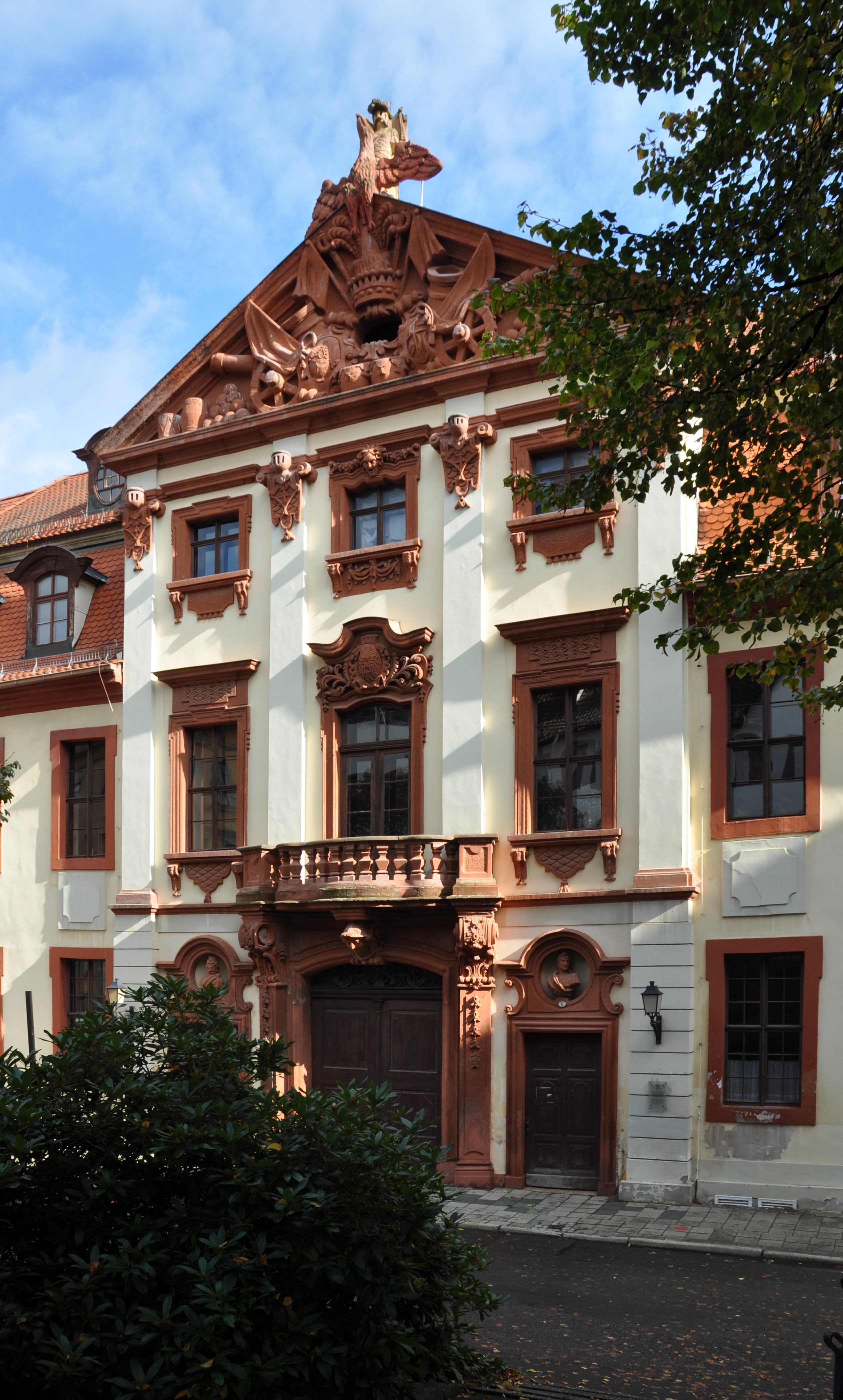
Das Seckendorffsche Palais war das Wohnhaus von Friedrich Arnold Brockhaus während seiner Zeit in Altenburg

Kurz nachdem sie am 24. November von ihrem siebten Kind entbunden worden war, starb Sophie Brockhaus am 8. Dezember 1809 an den Folgen einer Erkältung. Zu diesem Schicksalsschlag gesellte sich Anfang 1810 die Wiederaufnahme des Prozesses mit seinem früheren Geschäftspartner Hiltrop, die Brockhaus schwer zu schaffen machte. Der eigentliche Auslöser für seinen Entschluss, nach Deutschland zurückzukehren, wird aber wohl eher in der Verschlechterung der wirtschaftlichen Lage in Europa gelegen haben. Die Eingliederung des Königreichs Holland in das französische Kaiserreich – schon allein um die letzten Lücken in der napoleonischen Kontinentalsperre zu schließen – war spätestens Ende 1809 endgültig beschlossen. Mit den politischen Veränderungen ging auch eine Verschärfung der Handelsbestimmungen einher, die Brockhaus zwangen, für jedes seiner in Deutschland gedruckten Bücher zunächst in Paris um eine Einfuhrerlaubnis zu bitten. Doch dies war nicht allein ausschlaggebend, denn ab November 1809 geriet das Unternehmen aus Mangel an Kapital an den Rand des Konkurses. Brockhaus selbst stellte die Situation des Unternehmens in einem Brief an den Bankier Friedrich Christian Richter vom 21. April 1811 rückblickend wie folgt dar:

„Meine Handlung war […] seit November größtentheils in Stockung gerathen und unterbrochen worden; dagegen waren die Unkosten fortgegangen; schwere Abgaben waren zu leisten gewesen, drückende Einquartierungen hatten stattgehabt; mein und der Handlung Credit war infolge aller Störungen zernichtet; mehrere Gläubiger auch dort hatten alle disponiblen Kräfte durch ihren Druck ausgesogen.“

In dieser Situation verließ Brockhaus Amsterdam im Mai 1810 und siedelte – nach einem kurzen Aufenthalt in Leipzig – im September 1810 ins thüringische Altenburg über. Seine Kinder hatte er zuvor in Dortmund untergebracht.

#### Die Beziehung zur Hofrätin Spazier
Während seines viermonatigen Aufenthaltes in Leipzig hatte sich zwischen Brockhaus und Johanne Karoline Wilhelmine Spazier, der Witwe des 1805 verstorbenen Leipziger Hofrats und Herausgebers der Zeitung für die elegante Welt Karl Spazier, Schwägerin des Dichters Jean Paul und Herausgeberin des von Brockhaus verlegten Jahreskalenders Urania ein engeres Verhältnis entwickelt. Spätestens seit Anfang August trug Brockhaus sich offensichtlich mit konkreten Heiratsplänen. Nach seiner Ankunft in Altenburg im Monat darauf reifte der Plan heran, sein Amsterdamer Unternehmen an seine zukünftige Braut zu verkaufen, um seine Schulden in den Niederlanden bezahlen zu können. Während es ihm nämlich bei einem Teil seiner Gläubiger gelungen war, einen Zahlungsaufschub zu erreichen, verzichteten die Übrigen nur gegen eine Teilzahlung in bar auf den Rest ihrer Forderungen. So war Brockhaus schließlich gezwungen, sein Sortimentsgeschäft in einem fingierten Geschäft zu verkaufen, um es nach einer Aufhebung des Vertrags zehn Tage später unter dem Namen „Typographisch-litterarisches Institut in Amsterdam und Leipzig“ weiterzuführen.
Doch sein Verlöbnis war nur von kurzer Dauer, denn Ende 1810 erkrankte Wilhelmine Spazier schwer. Aus einer zunächst für harmlos erachteten fiebrigen Erkrankung geriet sie in einen Zustand der geistigen Verwirrung, der sich in wiederholten Anfällen äußerte. Als sie Brockhaus im Glauben ihres nahenden Todes alle ihre bisherigen Verhältnisse beichtete, löste dieser die Verlobung auf. In einem Brief an Friedrich Bornträger, zu jener Zeit sein Angestellter und Vertrauter, vom 21. November 1810 schrieb er: „Diese Aufschlüsse machen es mir unmöglich – ihr je meine Hand zu geben. O Gott, aus welchem Himmel bin ich gestürzt.“ und weiter: „Diese Aufschlüsse kann ich Ihnen vielleicht – und nur Ihnen – einst mittheilen, wenn, wie ich wünschen muß, Minna sterben sollte!“ Bis Ende Dezember 1810 hatte sich der Gesundheitszustand der Hofrätin soweit gebessert, dass Brockhaus am 29. an Bornträger schrieb: „Krank ist sie nicht mehr, aber ihr ganzes Wesen ist zerbrochen“. Anfang 1811 brachte Brockhaus sie schließlich in das Haus ihrer Eltern nach Berlin zurück. Die nach diesem Zeitpunkt zwischen Wilhelmine Spazier und Friedrich Arnold Brockhaus gewechselte Korrespondenz ist nicht überliefert. Schon bald nach der Trennung von der Hofrätin heiratete Brockhaus 1812 Jeanette von Zschock, mit der er weitere vier Kinder zeugte. Aufgrund von Spannungen zwischen Jeanette und Brockhaus’ Kindern aus erster Ehe gestaltete sich die Beziehung aber von Anfang an schwierig und so wurde die Ehe schon 1821 wieder geschieden.

#### Verlegerische Tätigkeit in Altenburg

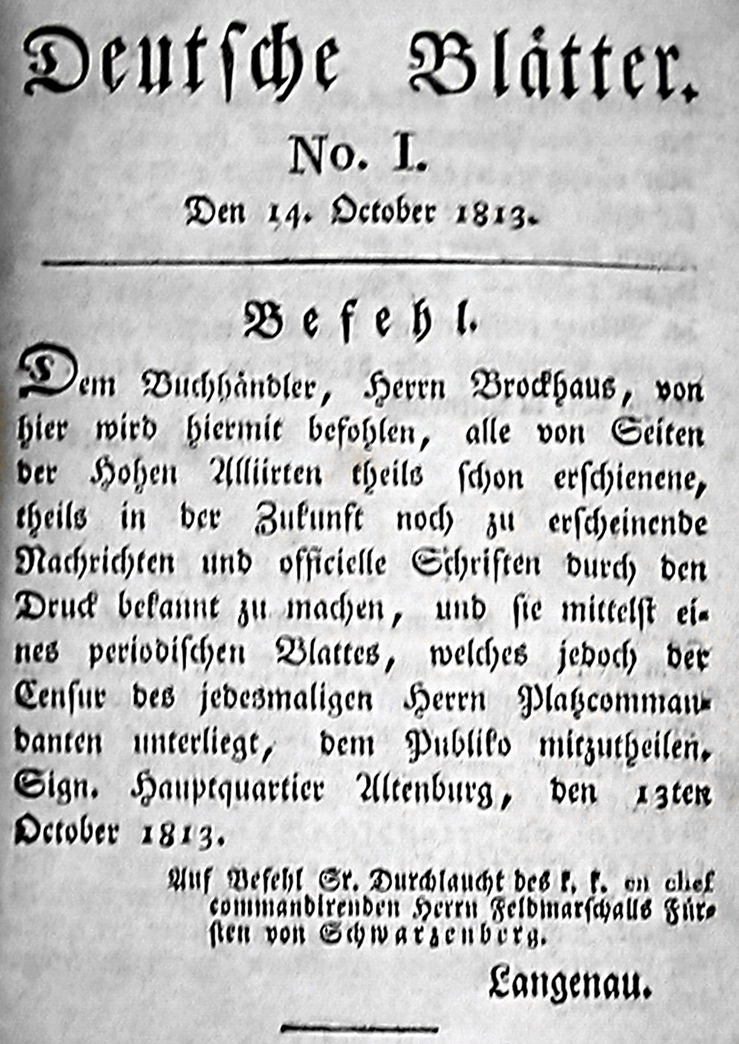
Publikationsanordnung für Brockhaus auf Befehl des Fürsten Schwarzenberg in der ersten Ausgabe der Deutschen Blätter aus dem Jahr 1813

Nach der Trennung von der Hofrätin Spazier übernahm Brockhaus selber die Herausgabe der Urania, die in seiner Altenburger Zeit einen der drei Schwerpunkte seines Verlagsprogramms bildete und schon allein aufgrund ihres hochwertigen Drucks und der sorgfältigen Bebilderung mit Kupferstichen namhafter Künstler glänzte. Dabei handelte es sich um eines zu jener Zeit äußerst beliebten „Taschenbücher für Damen“, die aus einer Sammlung zeitgenössischer Prosastücke und Gedichte bestanden und für die Brockhaus Autoren wie Jean Paul, Theodor Körner, Friedrich de la Motte Fouqué, E. T. A. Hoffmann, Gustav Schwab, Willibald Alexis, Ludwig Tieck und Eichendorff gewinnen konnte. Der 1812 unternommene Versuch, Goethe für das Projekt zu begeistern, scheiterte allerdings. Brockhaus selbst trat im Jahrgang 1822 unter dem Pseudonym „Guntram“ mit der Erzählung Die Nebenbuhlerin ihrer selbst als Schriftsteller auf, war damit aber wenig erfolgreich. Die Urania wurde im Zuge der Märzrevolution von 1848 und damit erst fünfundzwanzig Jahre nach seinem Tod eingestellt.
Neben der Publikation zeitgenössischer deutscher Literatur engagierte Brockhaus sich stark auf politischem Gebiet. Mit den Deutschen Blättern verlegte er zwischen 1813 und 1816 das offizielle Nachrichtenorgan der Alliierten in den Befreiungskriegen. In eigenen Beiträgen fungierte er sowohl als Berichterstatter – etwa von der Völkerschlacht bei Leipzig im Oktober 1813 – wie auch als kritischer Kommentator der politischen Zeitumstände. Mit seinen Äußerungen geriet er jedoch zunehmend in das Blickfeld der Zensur und gab das Unternehmen aufgrund nachlassender Verkaufszahlen schließlich 1816 wieder auf. Aber auch andere Verlagspublikationen der Altenburger Jahre griffen die turbulenten politischen Ereignisse der Zeit kritisch auf. Zwischen 1812 und 1817 erschien eine Reihe von kriegsgeschichtlichen, häufig gegen Napoleon gerichteten Broschüren, wobei sich hinter den darin anonym veröffentlichten Äußerungen nicht selten namhafte Verfasser wie Carl von Clausewitz oder Karl von Müffling verbargen. Aufsehen erregte auch eine anonyme Arbeit des Österreichers Josef von Hormayr über den Tiroler Volkshelden Andreas Hofer, die 1811 erstmals in Altenburg erschien.
Aus finanzieller Sicht am erfolgreichsten gestaltete sich die Publikation des zweibändigen Handbuchs der Deutschen Literatur seit der Mitte des achtzehnten Jahrhunderts bis auf die heutige Zeit von Johann Samuel Ersch. Die Initiative zum Verfassen dieses Werkes ging auf Brockhaus selbst zurück; Ersch begründete damit die deutsche wissenschaftliche Bibliografie. Für den Verlag stellte das verkaufsstarke Handbuch neben dem Conversations-Lexikon das zweite wirtschaftliche Standbein in der Altenburger Zeit dar.
Die zweite Auflage des Conversations-Lexikons hatte Brockhaus 1812 begonnen. Bis dahin hatte das Lexikon bereits eine wechselvolle Geschichte hinter sich. Renatus Gotthelf Löbel hatte das Werk begründet und zu seiner Herausgabe gemeinsam mit dem Rechtsanwalt Christian Wilhelm Franke im Februar 1796 eigens einen Verlag in Leipzig gegründet. Nach Löbels frühem Tod und der Übernahme des Lexikons durch Brockhaus hatte Franke sich diesem gegenüber noch zur Vollendung des nur in Teilen erschienenen sechsten Bandes verpflichtet. Brockhaus veröffentlichte das Gesamtwerk 1809 in Amsterdam und ließ in den folgenden Jahren zwei Bände mit Nachträgen folgen, da das Lexikon infolge seiner langen Entstehungszeit zahlreiche Lücken aufwies. Die Redaktion der 1811 in Altenburg begonnenen zweiten Auflage des Lexikons nahm Friedrich Arnold Brockhaus alleine in die Hand, seit Beginn 1812 durch eine wachsende Zahl ausgewählter Mitarbeiter unterstützt. Die erste Umarbeitung des Lexikons war 1818 abgeschlossen und bis zum Ende desselben Jahres waren alle zehn Bände dieser zweiten Auflage erschienen (der zehnte und letzte Band erschien Ende 1818 mit der Jahreszahl 1819). Parallel zu dieser zweiten Auflage hatte Brockhaus auch die dritte und vierte vorbereitet, so dass zum Zeitpunkt des offiziellen Umzugs nach Leipzig auch schon Teile dieser Auflagen mit neuen und überarbeiteten Texten vorlagen.

### Leipzig

#### „F. A. Brockhaus“ Leipzig
Bereits seit der Ostermesse 1817 hielt sich Brockhaus dauerhaft in Leipzig auf. Er hatte seit geraumer Zeit mit dem Gedanken gespielt, neben seinem bereits 1814 in „F. A. Brockhaus“ umbenannten Verlag eine eigene Druckerei zur Herstellung seines Conversations-Lexikons aufzubauen und hatte eigens zu diesem Zweck seinen ältesten Sohn Friedrich in eine Buchdruckerlehre nach Braunschweig geschickt. Neben dem Umstand, dass es in Altenburg bereits eine von seinem Freund Johann Friedrich Pierer geführte Druckerei gab, waren es zum einen die Enge seines dortigen Bekanntenkreises, vor allem aber die Tatsache, dass Leipzig das Zentrum des damaligen Buchhandels war, die Brockhaus zum Umzug dorthin bewogen. Am 21. Januar 1818 erhielt er in Leipzig das Bürgerrecht und im April bezog er gemeinsam mit seiner Familie eine Wohnung am Leipziger Markt. Schon fünf Tage später eröffnete er seine Druckerei und ab 1819 erschienen alle Bücher seines Hauses ausschließlich unter dem neuen Verlagsort Leipzig. Das Conversations-Lexikon stellte auch weiterhin den Mittelpunkt seiner verlegerischen Tätigkeit dar, daneben widmete er sich jedoch erneut unterschiedlichen politisch-literarischen Zeitschriftenprojekten.

#### Zeit- und literaturkritische Journalistik

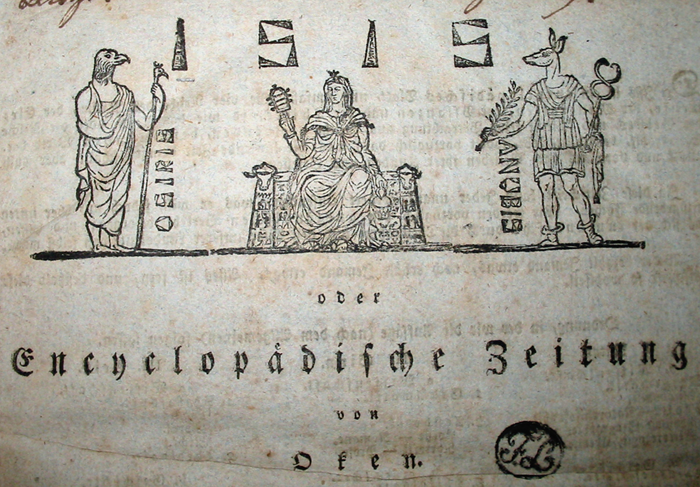
Titelblatt der Isis aus dem Jahr 1819 (Ausschnitt)

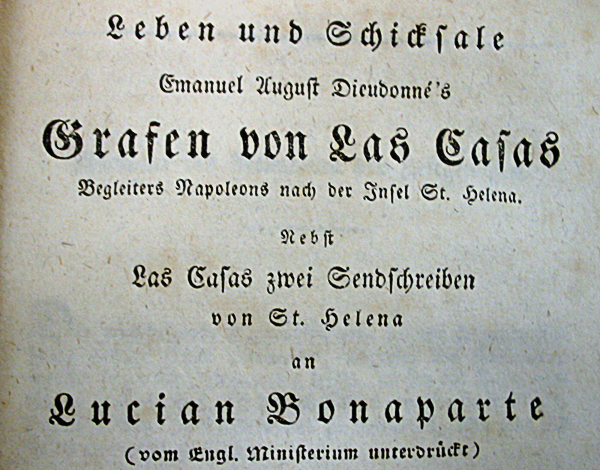
Titelblatt des Werks Leben und Schicksale Manuel August Dieudonné's Grafen von Las Casas von Karl Murhard aus der Reihe Zeitgenossen, Leipzig 1818 (Ausschnitt)

Die von dem Naturforscher Lorenz Oken herausgegebene Isis oder Encyclopädische Zeitung von Oken war eine direkte Fortführung der Deutschen Blätter und sollte – im Gegensatz zu diesen – keine politischen Themen behandeln, sondern sich allein auf Abhandlungen aus dem Gebiet der Naturwissenschaften, Kunst, Geschichte und Literatur beschränken. Da Oken sich jedoch nicht an seine eigene Ankündigung hielt und auch politische Beiträge aufnahm, geriet die Isis mehrfach an den Rand eines Verbots durch die Zensur. Oken selbst stand 1819 vor der Entscheidung, entweder die Herausgabe der Isis einzustellen, oder seine Professur niederzulegen. Er entschied sich schließlich für Letzteres und setzte seine Arbeit an der Zeitschrift unverändert fort. Erst 1824, ein Jahr nach Brockhaus’ Tod, beschränkte er die aufzunehmenden Artikel allein auf wissenschaftliche Themen.
Genau wie die Isis war auch die Reihe Zeitgenossen. Biographien und Charakteristiken bereits im Jahr 1816 gegründet worden. Seit 1818 wurde die Reihe von Brockhaus selbst herausgegeben und bildete den Hauptteil seiner journalistischen Verlagstätigkeit in Leipzig. Das Werk stellte die Biografien von damals noch lebenden oder bereits verstorbenen Personen der Zeitgeschichte vor und übernahm damit ein Konzept, das sich zuvor bereits in England bewährt hatte. Die in den Zeitgenossen veröffentlichten Beiträge wurden unter anderem von Autoren wie Karl August Varnhagen von Ense, Karl Friedrich Reinhard und August Wilhelm von Schlegel verfasst, wobei die Urheber von Biografien noch lebender Personen nicht namhaft kenntlich gemacht wurden. Nach Brockhaus’ Tod wurden die Zeitgenossen noch bis ins Jahr 1841 fortgesetzt und erschienen damit insgesamt 25 Jahre lang ohne Unterbrechung.
Neben dem schon früh wieder eingestellten Leipziger Kunstblatt für gebildete Kunstfreunde erweiterten die beiden literarisch-kritischen Journale Hermes oder kritisches Jahrbuch der Literatur und Literarisches Wochenblatt das Verlagsprogramm. Die Entstehung des Hermes ging auf die Aufhebung der Kontinentalsperre nach dem Sturz Napoleons zurück, durch die nicht nur englische Manufakturwaren und außereuropäische Güter aus den englischen Kolonien, sondern auch englische Literatur wieder in größerer Menge auf dem Kontinent verfügbar wurde. So war der Hermes ursprünglich von Brockhaus als ein Journal konzipiert worden, „welches das binnen sieben Jahren in der Kenntniß der englischen Angelegenheiten Versäumte nachholen“ sollte. In den Jahren zwischen ihrem ersten Erscheinen 1819 und ihrer Einstellung 1831 entwickelte sich die Zeitschrift zu einem Rezensionsorgan literarischer Neuerscheinungen, zu dessen Mitarbeitern eine Reihe renommierter deutscher Professoren – unter anderem Wilhelm Grimm, Johann Friedrich Herbart und Friedrich von Raumer – gehörten. Im Gegensatz zum Hermes war das Literarische Wochenblatt auf Unterhaltung ausgelegt und sprach damit ein breiteres Publikum an. Die Zeitschrift war ursprünglich 1818 von August von Kotzebue gegründet worden und wurde nach dessen Ermordung 1819 von Brockhaus gekauft und ein Jahr später unter eigener Regie herausgegeben. Mit seiner Konzeption war das Blatt so erfolgreich, dass es – unter wechselnden Titeln – bis 1898 im Verlagsprogramm blieb.

#### Das übrige Verlagsprogramm
Auf dem Gebiet der Monografien lag der Schwerpunkt des Verlags auf Werken der Geschichte, Politik und auf den – nicht selten als Nebenprodukt des Conversations-Lexikons oder Reihen wie den Zeitgenossen entstandenen – Biografien. Eine heftige Reaktion rief das im Jahr 1821 veröffentlichte Werk Aus den Memoiren des Venetianers Jacob Casanova de Seingalt, oder sein Leben, wie er es zu Dux in Böhmen niederschrieb in der Bearbeitung von Wilhelm von Schütz hervor, das nach seinem Erscheinen hart angegriffen wurde. Im Bereich der Geschichtswissenschaft sind Raumers Vorlesungen über die alte Geschichte (1821) sowie dessen sechsbändige Geschichte der Hohen Staufen und ihrer Zeit (1823–1825) hervorzuheben. Auf dem Gebiet der Philosophie verlegte Brockhaus 1818 mit Die Welt als Wille und Vorstellung das Hauptwerk des damals noch nahezu unbekannten Arthur Schopenhauer.

#### Kampf gegen den Macklot’schen Nachdruck
Nach dem Ende des Heiligen Römischen Reiches Deutscher Nation im Jahr 1806 wurde das Urheberrecht in den verschiedenen deutschen Territorien unterschiedlich gehandhabt. Diesen Umstand nutzte Karl Erhard, Inhaber der Buchdruckerei Macklot in Stuttgart, zum Nachdruck des Brockhaus’schen Conversations-Lexikons. In Württemberg waren Nachdrucke für nicht im Lande erscheinende Druckwerke erlaubt und so kündigte der Verlag Macklot 1816 eine preiswertere Ausgabe des Lexikons für den süddeutschen Raum an, die „mit Königl. württembergischer allergnädigster Genehmigung“ gedruckt wurde und die „auch unbemittelten Lesern den Erwerb des Werkes erleichtern sollte“. Brockhaus reiste nach Stuttgart und erlangte seinerseits ein königliches Privileg für die zwischen 1817 und 1819 veranstaltete vierte Auflage seines Lexikons, den gegen Macklot geführten Prozess verlor er aber in allen drei Instanzen.
Neben dem Streit vor Gericht führte Brockhaus den Kampf zum Schutz seiner Interessen auch auf anderer Ebene mit großer Vehemenz. Anfang Juli 1818 veröffentlichte er ein Flugblatt an das Publikum, in dem er den Nachdruck durch Macklot als Diebstahl anprangerte und legte diese Streitschrift nicht nur in alle Zeitschriften seines Verlags und alle Bände des Conversations-Lexikons ein, sondern verschickte sie darüber hinaus an alle Abgeordneten des Bundestages und an die Presse. Während sein Vorstoß beim Bundestag später im Sande verlief, führte der groß angelegte Feldzug gegen Macklot letztendlich aber doch zum Erfolg. Die öffentliche Meinung stellte sich hinter Brockhaus und der Absatz seines Lexikons stieg beachtlich an. Gleichzeitig musste die zweite Auflage des Macklot’schen Nachdrucks zum größten Teil makuliert werden, woraufhin Erhard sich enttäuscht aus dem Buchhandel zurückzog.

#### Letzte Jahre

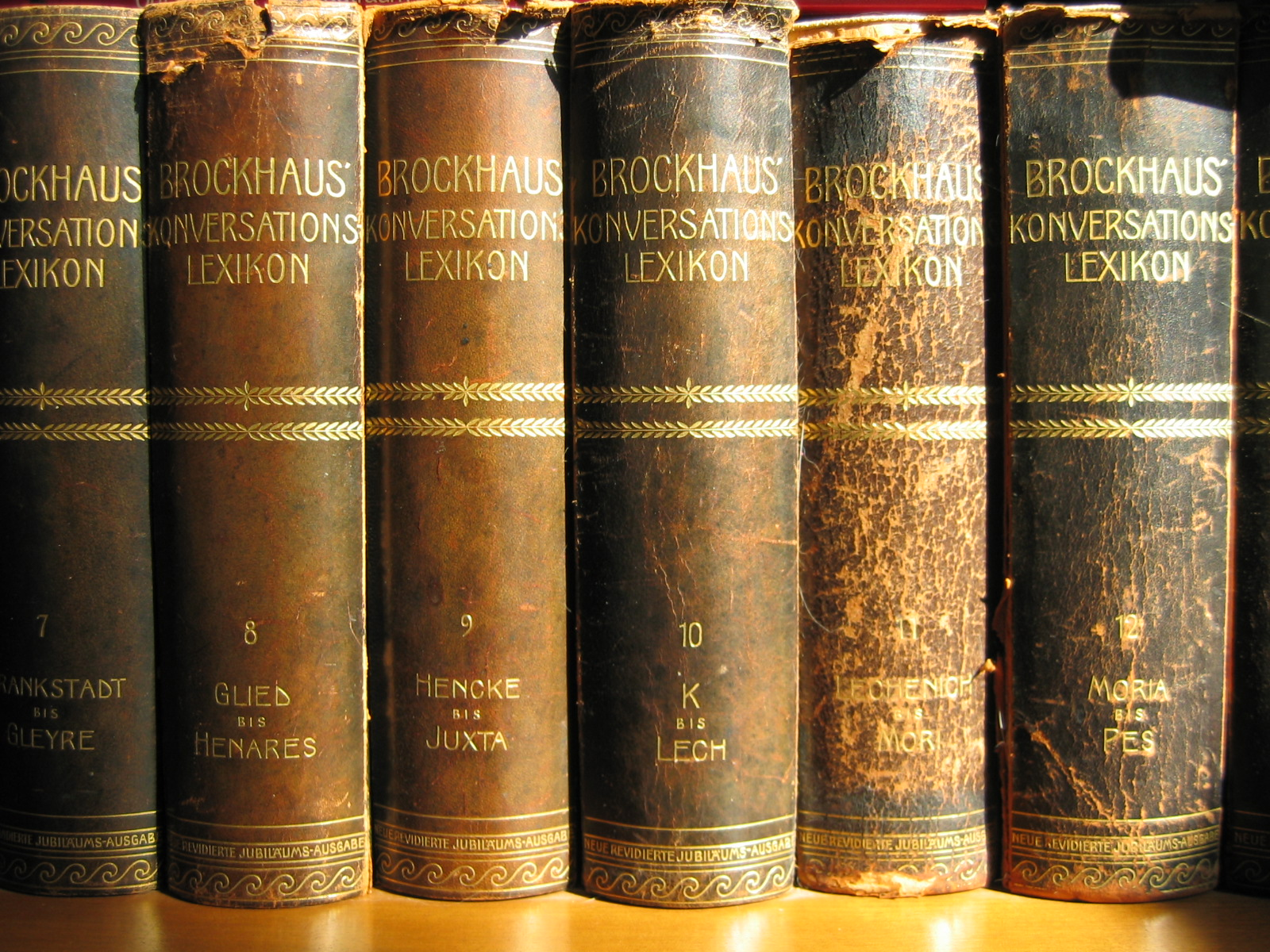
Zum 200-jährigen Verlagsjubiläum erschien im Herbst 2005 die 21. Auflage des von Friedrich Arnold Brockhaus verlegten Konversationslexikons; hier die 14., neue revidierte Jubiläums-Ausgabe von 1908/10

Im April 1820 war die fünfte Auflage des Conversations-Lexikons vollendet worden. Das Werk verkaufte sich so gut, dass Brockhaus schon im September desselben Jahres den zweiten Neudruck beendete. Da er durch die von ihm geleiteten Journale sehr in Anspruch genommen wurde und einige Käufer des Lexikons sich bereits über das schnelle Veralten ihrer Ausgabe beschwert hatten, hatte er in einem seiner Geschäftsrundschreiben aus dem März des Jahres 1819 angekündigt, vorerst keine weitere Überarbeitung in Form einer sechsten Auflage folgen zu lassen. Im Sommer 1821 erschien ein dritter, weitgehend unveränderter Neudruck der fünften Auflage, dessen Aktualität durch einen für die nächsten Jahre geplanten Supplementband hergestellt werden sollte. Diese Erweiterung wurde auch ab 1822 unter dem Titel Conversations-Lexikon über die neueste Zeit und Literatur ausgeliefert, doch nachdem der dritte Neudruck der fünften Auflage des Conversations-Lexikons bereits im Sommer 1822 vergriffen war, entschloss Brockhaus sich schließlich doch zu einer neuen Überarbeitung. Diese sechste Auflage wurde zwischen dem Sommer 1822 und dem Sommer 1823 hergestellt und war damit gleichzeitig die letzte Ausgabe, die unter der Leitung des Verlagsgründers selbst entstand, deren Erscheinen im Jahr 1824 Brockhaus aber nicht mehr erlebte.
Zwei Jahre vor seinem Tod hatte Brockhaus noch einen lange gehegten Plan umgesetzt und im Mai 1821 ein großes Grundstück am Ostrand Leipzigs gekauft, das ihm zugleich als neuer Wohnsitz wie auch als Standort für sein expandierendes Unternehmen diente. Später siedelten sich in der Nähe weitere Buchhändler und verwandte Geschäftszweige an, so dass nach Brockhaus’ Tod ein neues Buchhändlerviertel entstand.

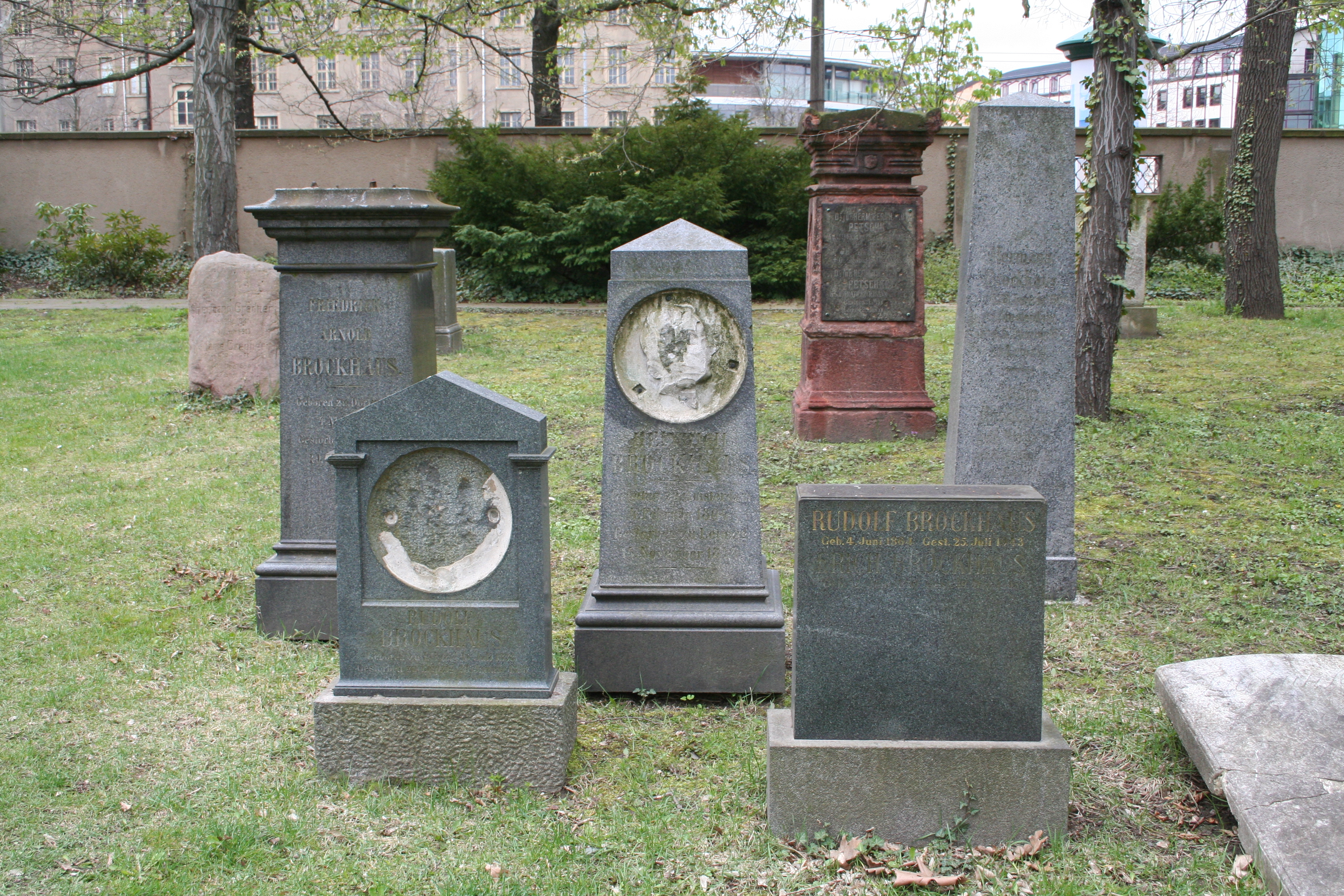
Grabsteine der Familie Brockhaus im Lapidarium des Alten Johannisfriedhofs in Leipzig

Seine Söhne hatten ihn schon seit Ostern 1819 im Unternehmen unterstützt. Friedrich hatte nach einem einjährigen Auslandsaufenthalt in Paris und London im Oktober 1820 die Leitung der Buchdruckerei übernommen und war auch – nachdem der immer noch nicht abgeschlossene Prozess gegen seinen ehemaligen Geschäftspartner Hiltrop im August 1819 in seine letzte Phase eingegangen war – als Besitzer des neuen Grundstücks eingetragen worden. Sein zweiter Sohn Heinrich war bereits als Fünfzehnjähriger in das Unternehmen eingetreten und sollte wie sein älterer Bruder ein Jahr ins Ausland gehen, als Friedrich Arnold Brockhaus Ende 1822 schwer erkrankte und die Reise auf unbestimmte Zeit verschoben wurde. Hermann, der dritte Sohn, ging allerdings 1821 nur kurze Zeit im Leipziger Verlagsgeschäft des Vaters in die Lehre und setzte danach seine Gymnasialstudien fort.
Schon im Herbst 1822 hatte Brockhaus sich krank und angegriffen gefühlt. Auf Anraten seines Arztes wollte er eine Erholungsreise nach Paris unternehmen, doch dazu kam es nicht. Von der letzten Novemberwoche an verschlechterte sich sein Zustand rapide und am 3. Dezember setzte er sein Testament auf. Nachdem sein Tod schon fälschlicherweise in den Zeitungen gemeldet wurde, erholte er sich wieder. Die Falschmeldung hatte in der Zwischenzeit unterschiedliche Reaktionen hervorgerufen. Während die meisten Stimmen tiefes Bedauern über den vermeintlichen Verlust äußerten, musste Brockhaus auch von vereinzelten Freudenbekundungen erfahren. Auf die Nachricht von seiner Genesung hin drängten viele seiner Freunde ihn zur Einschränkung seiner bisherigen Tätigkeit, was Brockhaus sich auch fest vornahm. Doch die Vorhersage der Dichterin Helmina von Chézy, die ihm geschrieben hatte „Hier in Berlin sind Sie allgemein und bestimmt todtgesagt worden, welches ein langes Leben bedeutet“, sollte sich nicht erfüllen. Im Mai 1823 besuchte Brockhaus ein letztes Mal die Leipziger Ostermesse und schon Ende Juli verschlechterte sich sein Gesundheitszustand erneut. Wenige Wochen später, am 20. August 1823, starb er im Alter von 51 Jahren. Gleichsam als Vorgriff auf die Zukunft schrieb sein Sohn Heinrich kurz nach dem Tode des Vaters in sein Tagebuch: „Was er geschaffen hat, soll fortleben!“ Friedrich Arnold Brockhaus wurde zunächst auf dem Alten Johannisfriedhof beerdigt und von dort in das Erbbegräbnis der Familie Brockhaus in der IV. Abteilung des Neuen Johannisfriedhofs überführt.

## Friedrich Arnold Brockhaus im Urteil seiner Biografen

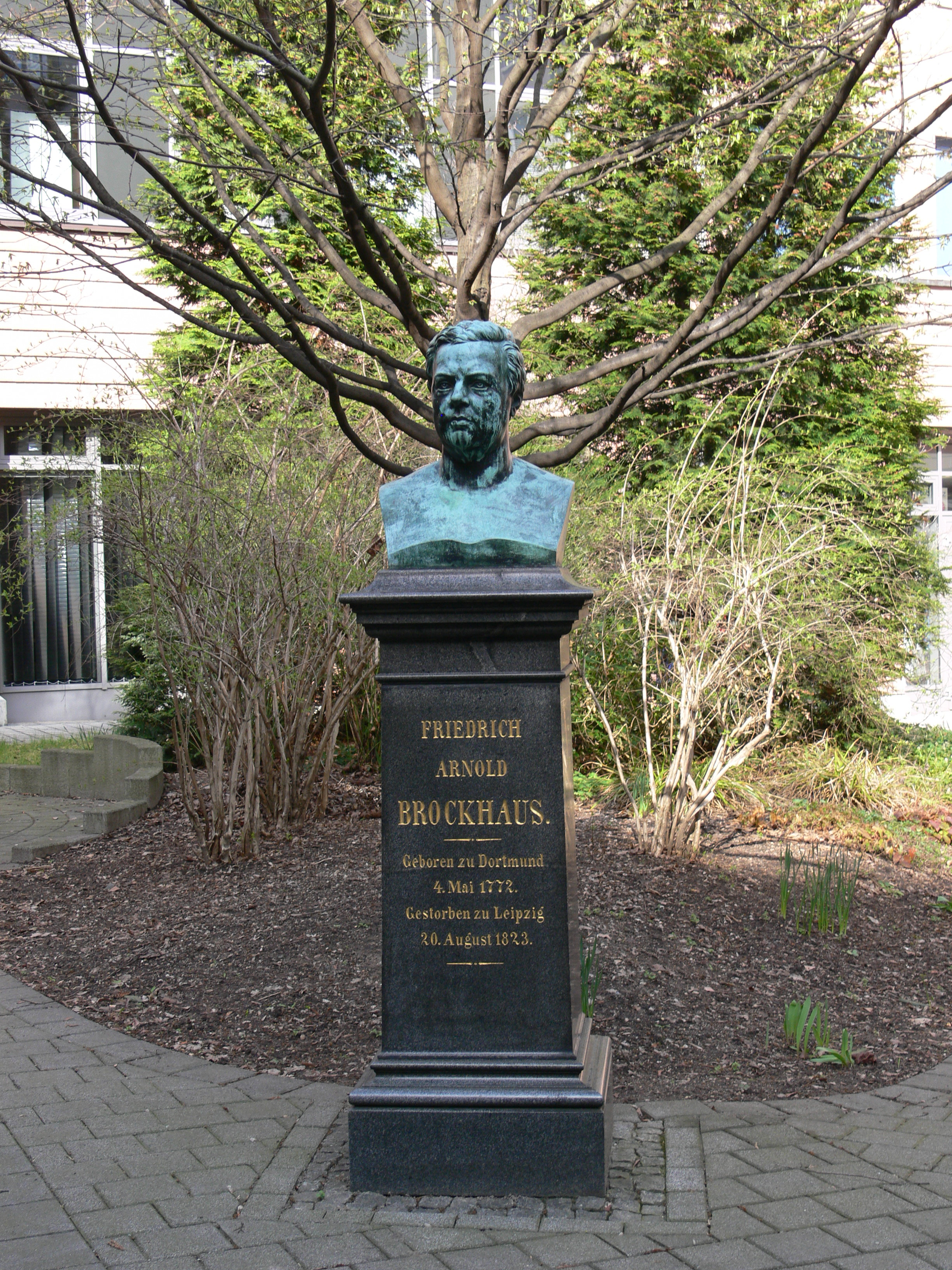
Brockhaus-Büste am ehemaligen Verlagssitz in Leipzig

Schon zu Lebzeiten lagen die Einschätzungen Friedrich Arnold Brockhaus’ zum Teil weit auseinander. Diese Kontroverse in der Beurteilung seiner Person und seiner Leistung setzte sich nach seinem Tod unvermindert fort. Sein enger Freund und langjähriger Mitarbeiter am Conversations-Lexikon, der Dresdner Professor Friedrich Christian August Hasse beschrieb ihn mit den Worten: „Als Mensch brav und gutmütig, gleichwohl oft verkannt und bitter angefeindet; als Geschäftsmann geistvoll und freisinnig, gleichwohl im Missgeschick falsch beurteilt und nach spät errungenen günstigen Erfolge viel beneidet, teilte Brockhaus das Schicksal der meisten Männer von Talent, denen die Mittelmäßigkeit kleine Fehler nie verzeihen kann.“
Sein Enkel Heinrich Eduard Brockhaus fällte ein weitaus ausgewogeneres Urteil: „Brockhaus’ sanguinisch-cholerisches Temperament, der lebhafte Widerwille, den er gegen jede Ungerechtigkeit oder Unbilligkeit empfand […] endlich auch das Selbstbewusstsein, das sich immer stärker bei ihm ausbildete, seit er in harten Kämpfen und wesentlich durch eigene Kraft Geltung, Namen und Erfolge errungen hatte: diese verschiedenartigen Momente wirkten zusammen, um ihn, wie mit Collegen und Behörden, auch mit Schriftstellern leicht in Streitigkeiten geraten zu lassen“. Dabei war Heinrich Eduard Brockhaus ein Autodidakt, der die dreibändige Biografie über seinen Großvater in seiner Freizeit schrieb und dazu hunderte Geschäfts- und Privatbriefe auswertete. Seine Arbeit stellt allein deshalb bis heute die Grundlage für jede weitere Untersuchung zu Brockhaus dar, weil viele der in seiner zwischen 1872 und 1881 erschienenen Biografie im Wortlaut abgedruckten Dokumente infolge von Kriegsverlusten nicht mehr im Original zur Verfügung stehen. Die im Oktober 1905 zur Hundertjahrfeier des Verlages erschienene Festschrift aus seiner Hand enthielt lediglich ein überarbeitetes Konzentrat dieser drei Bände und förderte keine neuen Erkenntnisse zu Tage.
Unter den jüngeren Darstellungen ist der Lebensabriss von Gertrud Milkereit aus dem Jahr 1983 hervorzuheben. Milkereit stellt Brockhaus als liberalen Demokraten vor, dessen Kräfte am Ende seines Lebens durch sein politisches Engagement aufgezehrt wurden. Die Darstellung seiner Person ist ausgewogen gestaltet und verheimlicht weder Brockhaus’ cholerische Neigung noch spielt sie seine ausgesprochene Prozessfreudigkeit herunter. Verlegerische Fehlurteile werden als solche benannt, ohne dabei jedoch insgesamt die Leistung Brockhaus’ für das deutsche Verlagswesen aus dem Auge zu verlieren. Eine Auswahl der zwischen 1805 und 1823 von Brockhaus verlegten Werke rundet den Beitrag ab. Im Gegensatz dazu beleuchtet die dreizehnseitige biografische Skizze von Anja zum Hingst die Person Friedrich Arnold Brockhaus nur wenig kritisch. Das mehrmalige unternehmerische Scheitern wird als alleinige Folge ungünstiger Zeitumstände dargestellt, denen Brockhaus immer wieder mit „Gespür für den Zeitgeist“, „kaufmännischer Erfahrung“, „strenger Geschäftsführung“ und „Genialität“ entgegentrat. Mit der allein in der Auswahl der präsentierten ereignisgeschichtlichen Fakten durchschimmernden wohlwollenden Sichtweise fällt die Lebensskizze hinter frühere Darstellungen zurück.

### Darstellungen
- Heinrich Eduard Brockhaus: Von der Begründung bis zum hundertjährigen Jubiläum 1805–1905, Faksimile der Ausgabe Leipzig 1905, mit einer Einführung von Thomas Keiderling, Mannheim 2005, ISBN 3-7653-0184-1.
- Ders.: Friedrich Arnold Brockhaus. Sein Leben und Wirken nach Briefen und anderen Aufzeichnungen geschildert, 3 Bände, Leipzig 1872–1881.
- Friedrich Christian August Hasse: Friedrich Arnold Brockhaus. Lebensabriß, in: Friedrich Arnold Brockhaus. Gedenkblätter zum hundertjährigen Todestag am 20. August 1923, Leipzig 1923.
- John Hennig: Ein unveröffentlichter Brief von K. A. Varnhagen von Ense an F. A. Brockhaus. in: Archiv für Kulturgeschichte 47, 3 (1965), S. 355–360, ISSN 0003-9233.
- Anja zum Hingst: Die Geschichte des Großen Brockhaus: vom Conversationslexikon zur Enzyklopädie, Wiesbaden 1995, S. 78–91, ISBN 3-447-03740-7
- Arthur Hübscher: Hundertfünfzig Jahre F. A. Brockhaus 1805–1955, Wiesbaden 1955.
- Annemarie Meiner: Friedrich Arnold Brockhaus. In: Neue Deutsche Biographie (NDB). Band 2, Duncker & Humblot, Berlin 1955, ISBN 3-428-00183-4, S. 623 f. (Digitalisat).
- Gertrud Milkereit: Friedrich Arnold Brockhaus (1772–1823), in: Rheinisch-Westfälische Wirtschaftsbiographien, Band 11, Münster 1983, S. 5–41, ISBN 3-402-05586-4
- Otto Mühlbrecht: Brockhaus. In: Allgemeine Deutsche Biographie (ADB). Band 3, Duncker & Humblot, Leipzig 1876, S. 337–340.
- Jürgen Weiß: B. G. Teubner zum 225. Geburtstag. Adam Ries – Völkerschlacht – F. A. Brockhaus – Augustusplatz – Leipziger Zeitung – Börsenblatt, Leipzig 2009, ISBN 978-3-937219-35-6.